# フップ・ファン・ドールネ
フーベルト・ヨーゼフ・"フップ"・ファン・ドールネ（Hubert Jozef ("Hub") van Doorne、1900年1月1日 - 1979年5月23日）は、オランダの技術者。弟のヴィムと共にDAFとして知られるVan Doorne's Aanhangwagenfabriek（ファン・ドールネのトレーラー工場）とVan Doorne's Automobielfabriek（ファン・ドールネの自動車工場）を創業した。

## 若年期
オランダ領リンブルフの小さな町アメーリカーで、鍛冶屋のMartin van Doorne（1870年 - 1912年）とPetronella Vervoort（1866年 - 1952年の）の息子として生まれた。1912年3月に一家はドゥールネへ移ったが、そこで父がほどなくして死去した。
ファン・ドールネは父の事業を引き受けたいと願ったが、若過ぎると見なされた。代わりに、近隣のアイントホーフェンの小さなMachinefabriek Mandigers （Mandiger機械工場）の徒弟となった。

## 初期の経歴
第一次世界大戦後、ファン・ドールネは地元の有名な医師ヘンドリック・ヴィーゲルスマによって運転手兼機械工として雇われた。その後、De Valkブルワリーで働いた。1920年にストーブや自転車、モータービークルといった品物に関わる金属加工に特化した事業を始めた。しかしながら、4年後にこの事業を諦めて、Mandigerの会社の支配人に戻った。

## Van Doorne's Aanhangwagenfabriek N.V.とその後継企業
10年前に務めていたブルワリーからの財政支援を受けて、ファン・ドールネは1928年4月に自営業に戻り、金属加工技術に基づく製造および修理事業を始めた。最初はキャビネット、はしご、窓枠といった品目を扱っていたが、次第にトレーラーを扱うようになり、1932年には社名をvan Doorne's Aanhangwagenfabriek（DAF、ファン・ドールネのトレーラー工場）へ変更した。従業員は当初フップと弟のヴィムも含めてわずか4人であったが、わずか1年以内には従業員30人にまで拡大した。事業はその後トラック生産へと拡大し、第二次世界大戦中は軍用車両を生産した。動力車への以降を説明するため、社名はVan Doorne's Automobielfabriek（DAF、ファン・ドールネの自動車工場）へと再び改称された。
事業はフップと弟のヴィムとの間の合名会社へと発展した。フップは事業の技術ならびに工学面に対して責任を保持し、ヴィムは財政および経営面を担当した。1950年代と1960年代にDAF車がよく知られるようになった理由の無段変速機の概念を開発、応用したのはフップであった。2つの可変プーリー（滑車）間をゴムベルトが駆動するシステム、バリオマチックは同社のDAF・600で採用された。さらに改良されたスチールベルト式の無段変速機は世界中の自動車メーカーで採用されている。

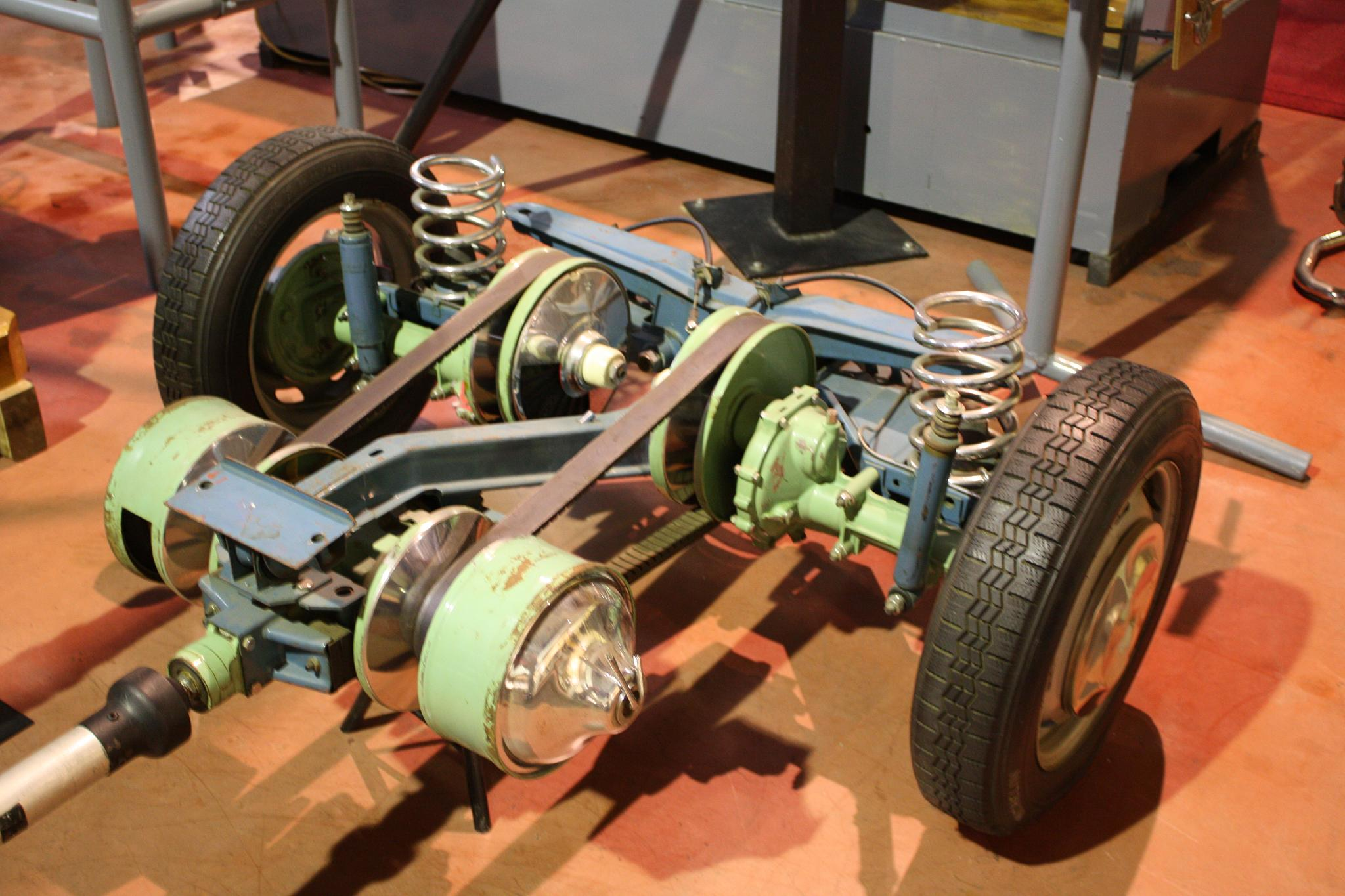
差動歯車と駆動輪の間にゴムベルト式のバリオマチックが備えられる

## 私生活
ファン・ドールネは1929年7月15日に、裕福な地元の小売業者の娘、 Henrica Maria Reijnders（1905年 - 1987年）と結婚した。ヘンリカは後に社会分野における精力的な活動でローマ教皇から表彰を受けた。夫婦は5人の子供をもうけたことが記録されている。
ファン・ドールネ家はしばらくアイントホーフェンで暮らしたが、ほどなくしてドゥールネへ戻り、フップが死去した1979年もドゥールネに住んでいた。フップは地元のJacobshof墓地に埋葬された。

## 特許
- アメリカ合衆国特許第 2,746,586号